# Swansea Rugby Football Club
Lo Swansea Rugby Football Club è una squadra gallese di rugby a 15 che partecipa alla Welsh Premier Division. Gioca le proprie partite casalinghe al St. Helen's di Swansea. Il team è anche conosciuto come All Whites poiché il bianco è il colore principale delle casacche. Il club possiede il 50% della squadra professionistica regionale Ospreys (l'altra metà è del Neath RFC).

## Storia
Il club fu fondato nel 1874 e, nel 1881, fu uno degli undici club fondatori della Welsh Rugby Union (la federazione gallese di rugby).
Malgrado alcune proteste il Swansea RFC e il Neath RFC si unirono nel 2003 a dare il Neath-Swansea Ospreys, squadra regionale che partecipa alla Celtic League. Comunque i due club continuano ad esistere e partecipano alla semi-professionistica Welsh Premiership.

## Risultati
Il Swansea RFC sconfisse la Nuova Zelanda il 28 settembre 1935, diventando così il primo club a battere gli All Blacks.
Nel novembre 1992, il Swansea sconfisse i campioni del mondo dell'Australia 21-6 durante la prima partita del tour in Galles dell'Australia.
Campioni nella Welsh Premier Division nel: 1991/1992, 1993/1994, 1997/1998, 2000/2001
Campioni nella Welsh Cup nel: 1977/1978, 1994/1995, 1998/1999

## Giocatori noti
- William Richard Arnold
- Dewi Bebb
- David Blyth
- Colin Charvis
- Claude Davey
- Mervyn Davies
- Scott Gibbs
- Garin Jenkins
- Ivor Jones
- Robert Jones
- Robin McBryde
- Kevin Morgan
- Paul Moriarty
- Richard Moriarty
- Darren Morris
- Dicky Owen
- Clive Rowlands
- Mike Ruddock
- Haydn Tanner
- Arwel Thomas
- Clem Thomas
- Watcyn Thomas
- Billy Trew